# Біографістика
Біографістика, біографіка — наукова історична дисципліна, що досліджує теорію, методологію, історіографію, історико-біографічну термінологію, проблематику джерелознавства на складання біографій та види біографічної продукції.
В Україні біографістикою, історично-біографічними дослідженнями займається Інститут біографічних досліджень Національної бібліотеки України імені В. І. Вернадського та інші академічні інституції.
Термін «біографістика» замінив термін «біографіка», що використовувався в широкому плані на позначення літературно-біографічного жанру. Тому розрізняють:
- «донаукову» біографістику (від доби античності) та
- наукову біографістику (від кінця XVIII ст. до початку XIX ст.).

Донаукова біографістика, була як звід правил з настановами, й розвивалася на початку підо впливом агіографії, а пізніше була життєписом монархів та можновладців.
Наукова біографістика пов'язана з розвитком гуманітарних наук у XIX ст., із зростанням обсягів друкованої продукції, з розширенням структури довідково-інформаційних можливостей та розвитком словниково-енциклопедичної справи.
Біографістика має розгалужені міждисциплінарні зв'язки з
- генеалогією історичною,
- геральдикою,
- іконографією,
- мемуаристикою,
- бібліографією,
- книгознавством,
- енциклопедистикою,
- палеографією,
- сфрагістикою,
- просопографією

з суспільно-політичними й гуманітарними дисциплінами (регіональною історією, соціально-політичною та церковною історією, біобібліографією, літературознавством, психологією, соціологією, наукознавством, культурологією, інформатикою та іншим.
Відрізняють види біографічної продукції, які набули значного поширення в XIX-XX століть:
- ювілейні матеріали,
- некрологи, збірники на пошану або пам'ять визначних осіб,
- біобібліографія,
- виступи сучасників,
- мемуарні згадки (портрети-спогади),
- енциклопедичні (статті-біографії[1]) та словникові статті,
- генеалогічні розписи та довідники,
- офіційні та неофіційні довідки в періодичній пресі тощо.

Сучасні біографічні дослідження за структурою та функціональним призначенням поділяють на
- основні (історико-біографічна монографія, історико-біографічний нарис, науково-популярний життєпис, автобіографія),
- довідково-допоміжні (некрологічні підвиди, словники та покажчики, біографічний коментар, біобібліографія) та
- суміжні (персонологічні й генеалогічно-біографічні дослідження).

У біографістиці класифікують біографії за
- сферами діяльності та
- професійною належністю особи.